# Leichtathletik-Weltmeisterschaften 2011/Teilnehmer (Anguilla)
| Gelbes Symbol für Goldmedaillen mit stilisierten Olympischen Ringen | Graues Symbol für Silbermedaillen mit stilisierten Olympischen Ringen | Braundes Symbol für Bronzemedaillen mit stilisierten Olympischen Ringen |
| ------------------------------------------------------------------- | --------------------------------------------------------------------- | ----------------------------------------------------------------------- |
| —                                                                   | —                                                                     | —                                                                       |

Der Leichtathletik-Verband Anguillas stellte bei den Leichtathletik-Weltmeisterschaften 2011 im koreanischen Daegu zwei Teilnehmer.

## Ergebnisse

### Männer

#### Laufdisziplinen
| Athlet        | Disziplin | Qualifikation | Qualifikation | Vorlauf | Vorlauf | Halbfinale    | Halbfinale    | Finale        | Finale        |
| Athlet        | Disziplin | Zeit          | Platz         | Zeit    | Platz   | Zeit          | Platz         | Zeit          | Platz         |
| ------------- | --------- | ------------- | ------------- | ------- | ------- | ------------- | ------------- | ------------- | ------------- |
| Keiron Rogers | 100 m     | 10,55 s NR    | 3             | 10,96 s | 51      | ausgeschieden | ausgeschieden | ausgeschieden | ausgeschieden |

### Frauen

#### Laufdisziplinen
| Athletin         | Disziplin | Qualifikation | Qualifikation | Vorlauf       | Vorlauf       | Halbfinale    | Halbfinale    | Finale        | Finale        |
| Athletin         | Disziplin | Zeit          | Platz         | Zeit          | Platz         | Zeit          | Platz         | Zeit          | Platz         |
| ---------------- | --------- | ------------- | ------------- | ------------- | ------------- | ------------- | ------------- | ------------- | ------------- |
| Shinelle Proctor | 100 m     | 12,89 s PB    | 22            | ausgeschieden | ausgeschieden | ausgeschieden | ausgeschieden | ausgeschieden | ausgeschieden |